# Rosmery Quintero
Rosmery Quintero Castro (Barranquilla, 8 de mayo de 1968) es una Licenciada en psicopedagogía, líder de opinión, columnista, conferencista y experta en temas relacionados con el análisis sobre economía, finanzas, empresas y negocios de Colombia. Se le considera una de las líderes empresariales más importantes de Colombia.
Desde 2014 hasta 2024 ejerció como presidenta nacional de la Asociación Colombiana de las Micro, Pequeñas y Medianas Empresas (ACOPI). Según la revista estadounidense Forbes, Quintero Castro es una de las 50 mujeres más influyentes y relevantes de Colombia, en la que destaca su gestión y liderazgo frente a las pymes, también porque «ha sido una de las personas que ha movido las ayudas y el cumplimiento de los protocolos entre los empresarios».
Desde finales de 2022 ejerce como miembro oficial del equipo negociador en los diálogos de paz entre el Gobierno de Colombia y el Ejército de Liberación Nacional. Quintero forma parte del equipo por petición del presidente Gustavo Petro.

## Biografía
Rosmery Quintero nació en la ciudad de Barranquilla, Colombia. Realizó sus estudios de Licenciatura en psicopedagogía en la Universidad de la Costa, posteriormente obtuvo una especialización en Gerencia de Recursos Humanos en la Universidad del Norte (2008). Después de estos estudios realizó una Maestría en Administración de Empresa e Innovación en la Universidad Simón Bolívar.
A mediados de la década de 1980 ingresó a la Asociación Colombiana de las Micro, Pequeñas y Medianas Empresas (ACOPI) seccional Atlántico, en ella ha desempeñado varios cargos administrativos y comerciales. Estuvo vinculada a la dirección ejecutiva a nivel Atlántico y hasta 2024 ejerció como presidenta a nivel nacional de ACOPI. También ha ejercido como miembro oficial de varias juntas directivas a nivel local y nacional.
Es una de las personalidades más reconocidas a nivel nacional ya que representa al gremio de las pequeñas y medianas empresas de Colombia. Ha participado como analista y editora principal de varias revistas, entre ellas, LatinPyme, Gerente Pyme, Mi Pyme + Productiva, entre otras, además en diarios, periódicos y libros, en temas relacionados con la economía, finanzas, negocios y productividad, también ha trabajado como columnista en el periódico La República.
El 15 de noviembre de 2019, Quintero fue galardonada con el premio al Mérito Empresarial otorgado por la Universidad Simón Bolívar.

## Premios y nominaciones

### Premios Politika 2020
| Año  | Categoría           | Resultado |
| ---- | ------------------- | --------- |
| 2020 | Gestión y liderazgo | Nominada  |

### Premio al Mérito Empresarial
| Año  | Categoría         | Resultado |
| ---- | ----------------- | --------- |
| 2019 | Egresado Unisimón | Ganadora  |